# غار دواشکفت

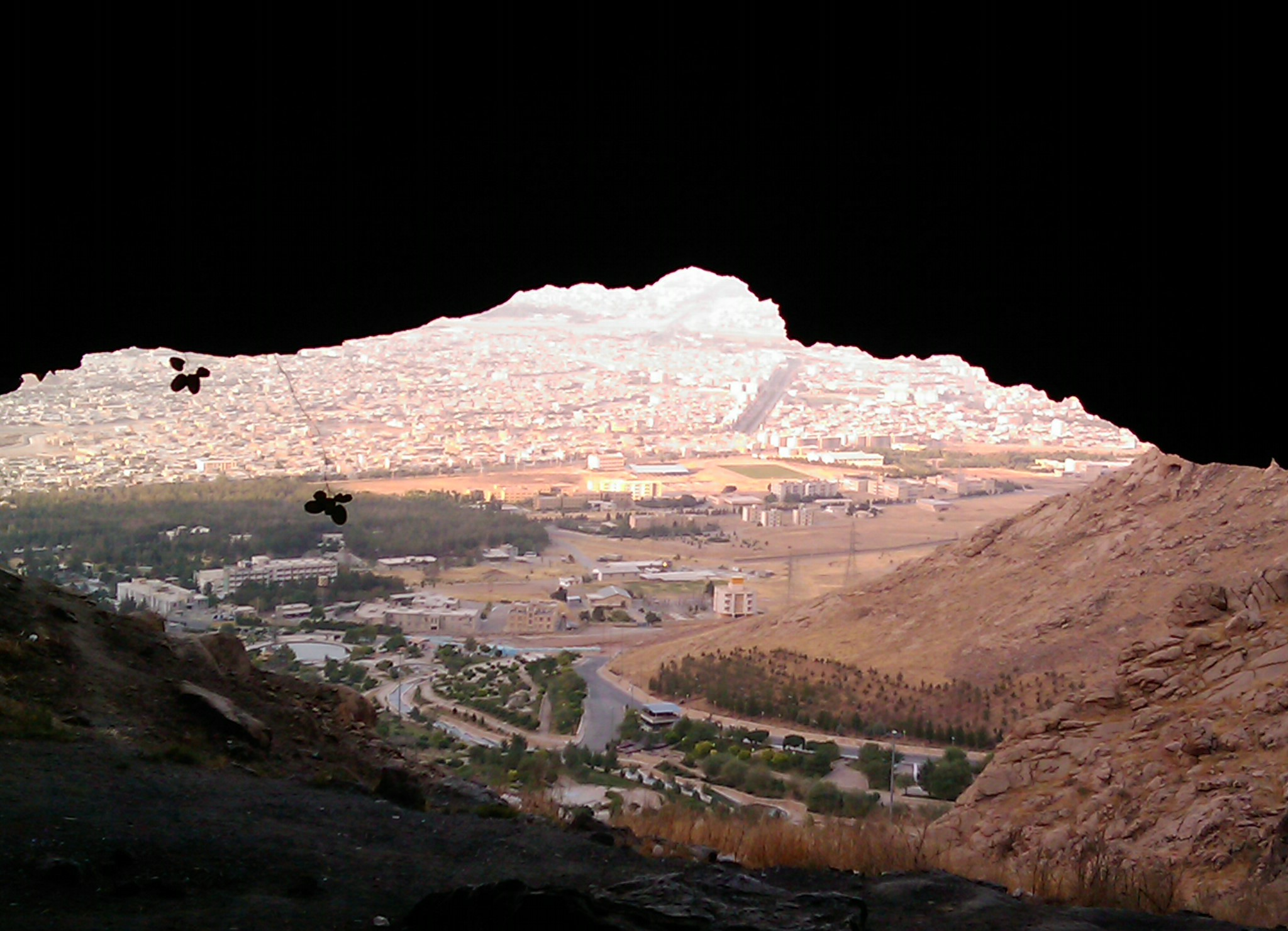
نمایی از غار بزرگ رو به شهر کرمانشاه

غار دواَشکَفت در شمال شهر کرمانشاه، در دامنهٔ کوه میوله و مشرف به پارک کوهستان قرار دارد و کهن‌ترین بقایای سکونت انسان در شهر کرمانشاه در آن پیدا شده است. با توجه به مطالعات باستان‌شناسی انجام شده، این غار در دوران پارینه سنگی میانی (بین ۱۲۰ تا ۴۰ هزار سال پیش) محل سکونت انسان (احتمالاً نئاندرتال) بوده‌است. ارتفاع این غار در حدود ۱۶۰۰ متر بالاتر از سطح دریا است.
یکی از کهن‌ترین سکونتگاه‌های بشر در منطقهٔ کرمانشاه غار دواشکفت در نزدیکی تاق بستان است. این مکان باستانی، شامل دو غار مجاور هم، در دامنهٔ جنوبی کوه میوله، در ارتفاع حدود سیصدمتری از دشت و مشرف بر پارک کوهستان قرار دارد. نخستین بار در سال ۱۹۹۹ به وسیلهٔ باستان‌شناسان کرمانشاهی، فریدون بیگلری و سامان حیدری، شناسایی و مطالعه شد. طبق یافته‌های باستان‌شناسی، این غار در دورهٔ پارینه‌سنگی میانی مسکن انسان‌های شکارگر بوده‌است. با توجه به مطالعات باستان‌شناسی انجام‌یافته، یکی از این دو غار (غار شرقی)، در دورهٔ پارینه‌سنگیِ میانی محل سکونت موقت یا فصلیِ گروه‌های شکارورز ساکن منطقه بود.

## باستان شناسی

### پارینه سنگی میانی
ابزارهای سنگی یافت شده در این مکان مربوط به صنعت موستری زاگرس است. برای ساخت ابزارها هم از رخ‌نمون‌های سنگ رادیو لاریت اطراف غار و هم از سنگ‌های چخماق گاکیه استفاده شده‌است. علاوه بر دو اشکفت، آثار سکونت انسان‌های پارینه سنگی در چند غار و پناهگاه دیگر در شمال کرمانشاه یافت شده‌است. نزدیکترین آن‌ها به دو اشکفت پناهگاه ورواسی است که به وسیلهٔ باستان‌شناس آمریکائی بروس هو کاوش شد. همچنین وی غار قبه در تنگ کنشت را نیز حفاری کرده‌است.

#### شیوه زندگی

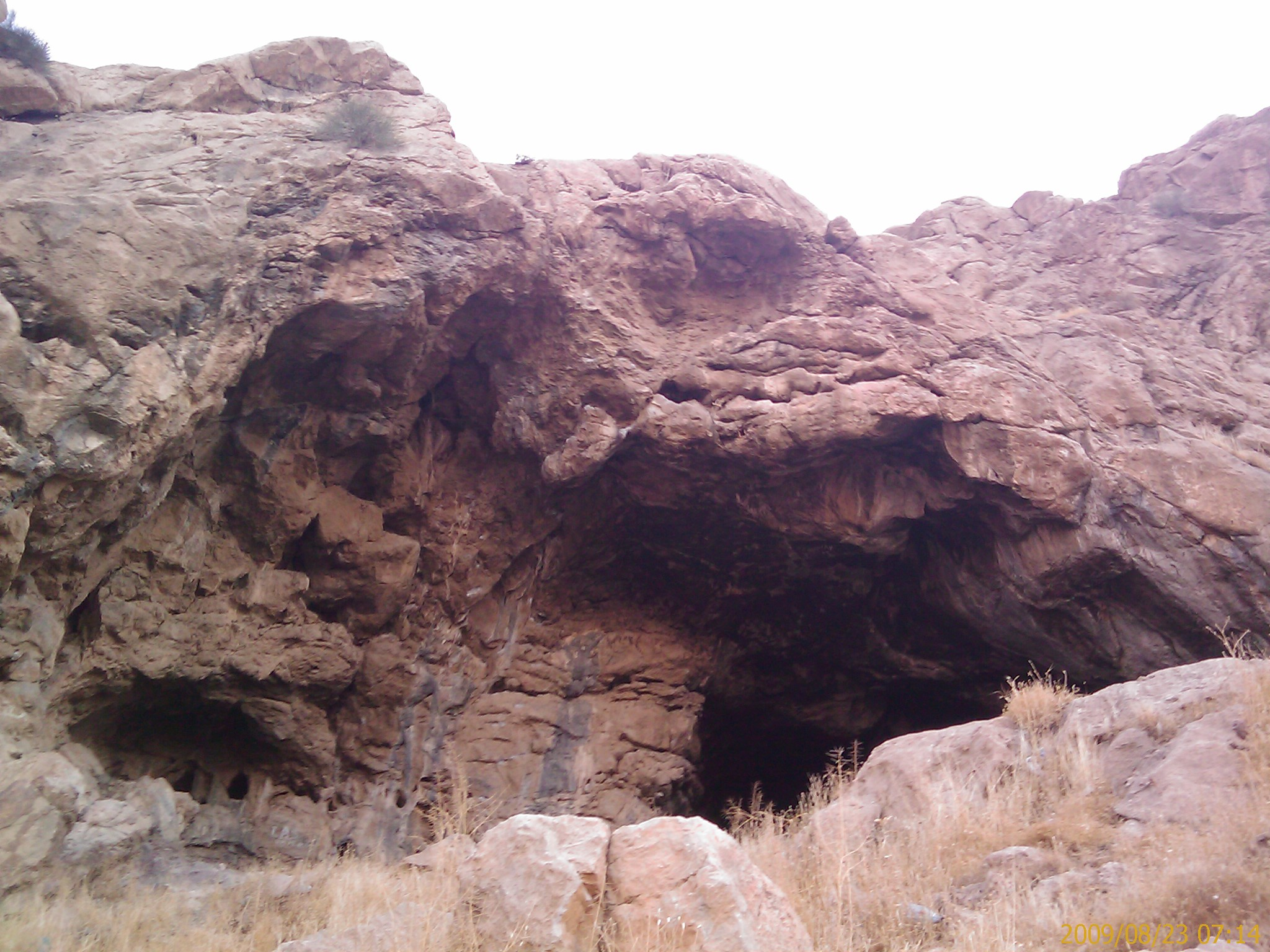
نمایی از بیرون غار بزرگ

این گروه‌های شکارچی که احتمالاً از نوع نئاندرتال بودند با توجه به مزایای مختلف این مکان از جمله وجود چشمه آب دایمی در کنار غار، چشم‌انداز مناسب دهانه آن به دشت و دسترسی نسبتاً آسان به ارتفاعات بالاتر، به‌طور متوالی از این غار استفاده کرده‌اند. همچنین وجود یک برون زد زمین‌شناسی از جنس رادیو لاریت در نزدیک غار، امکان ساخت ابزار سنگی را در محل فراهم می‌کرده‌است.
به‌طوری‌که اکثر ابزارهای سنگی یافت شده در محل، از این نوع سنگ ساخته شده‌است. علاوه بر این منبع، از منابع سنگ داخل دشت نیز استفاده می‌کرده‌اند. برای مثال منابع سنگ تپه‌های گاکیه در شرق کرمانشاه که حدود دوازده کیلومتر با غار فاصله دارد، در میان مجموعه‌های یافت شده وجود دارد. ابزارهای یافت شده در دو اشکفت اغلب از نوع خراشنده جانبی و سایر ابزارها مربوط به صنعت موستری زاگرس هستند که بین دویست و پنجاه تا حدود چهل هزار سال پیش ساخت آن‌ها در زاگرس رواج داشته‌است. آثاری از دوره پارینه سنگی میانی در سایر غارهای منطقه مثل غار قبه و پناهگاه صخره‌ای و رواسی در تنگه کنشت و چندین غار دیگر در بیستون نیز یافت شده‌است.
ابزارهای سنگی این دوره در دشت کاهو و دامنه دو شاخ در ارتفاعات مشرف به غار کشف شده که نشان می دهد ساکنین غار به سنگ چخماق مناسب ابزار سازی در بالای غار دسترسی داشته‌اند

#### غذای ساکنان غار
مطالعات انجام شده در مکان‌های پارینه سنگی میانی کرمانشاه نشان می‌دهد که ساکنان این غارها بیشتر به شکار بز کوهی، میش وحشی، گورخر و اسب وحشی می‌پرداختند. البته حیوانات دیگر مثل مرال، گاو وحشی، آهو و گراز نیز شکار می‌شدند.

## نگارخانه

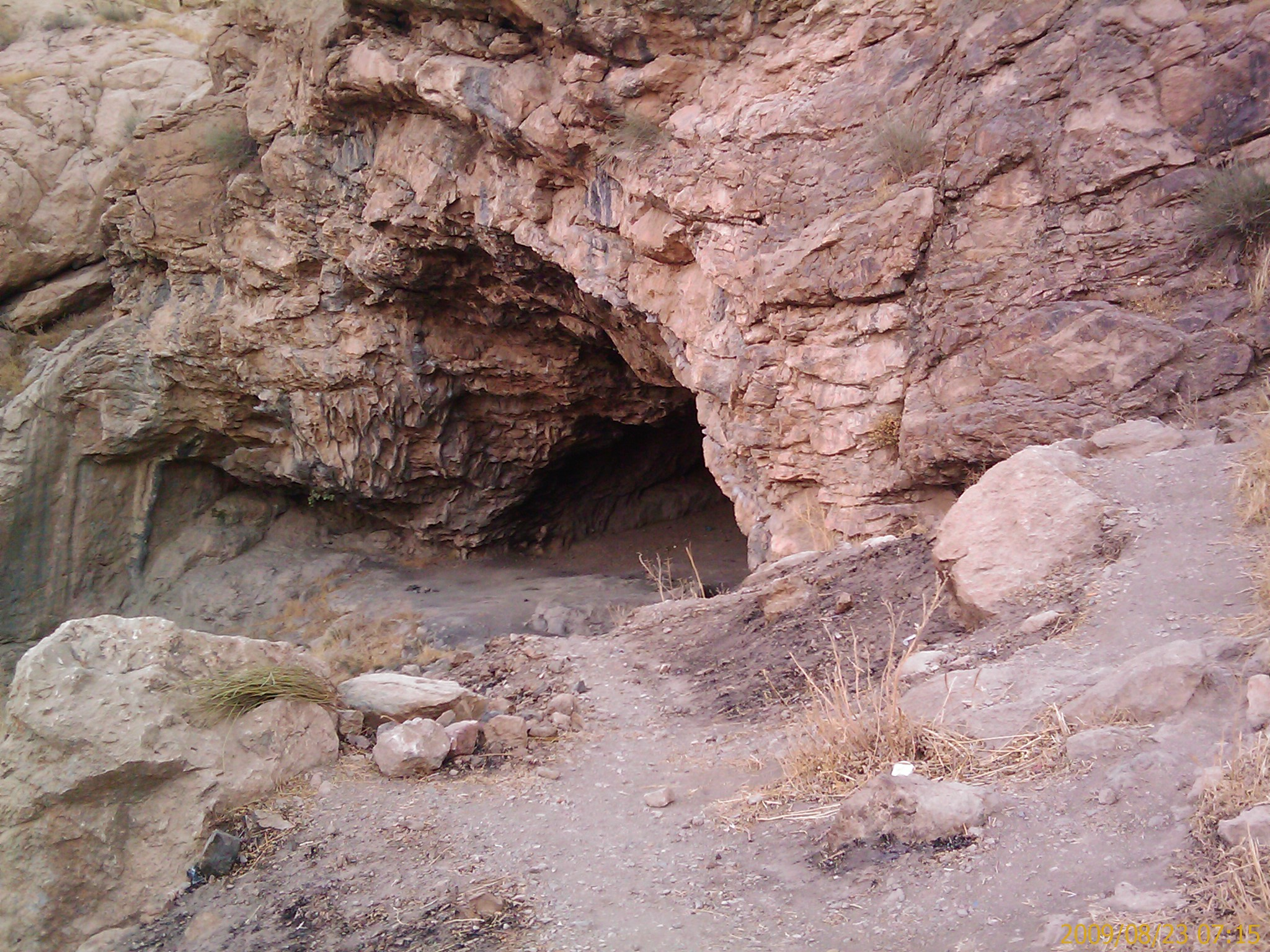
غار کوچک از بالا
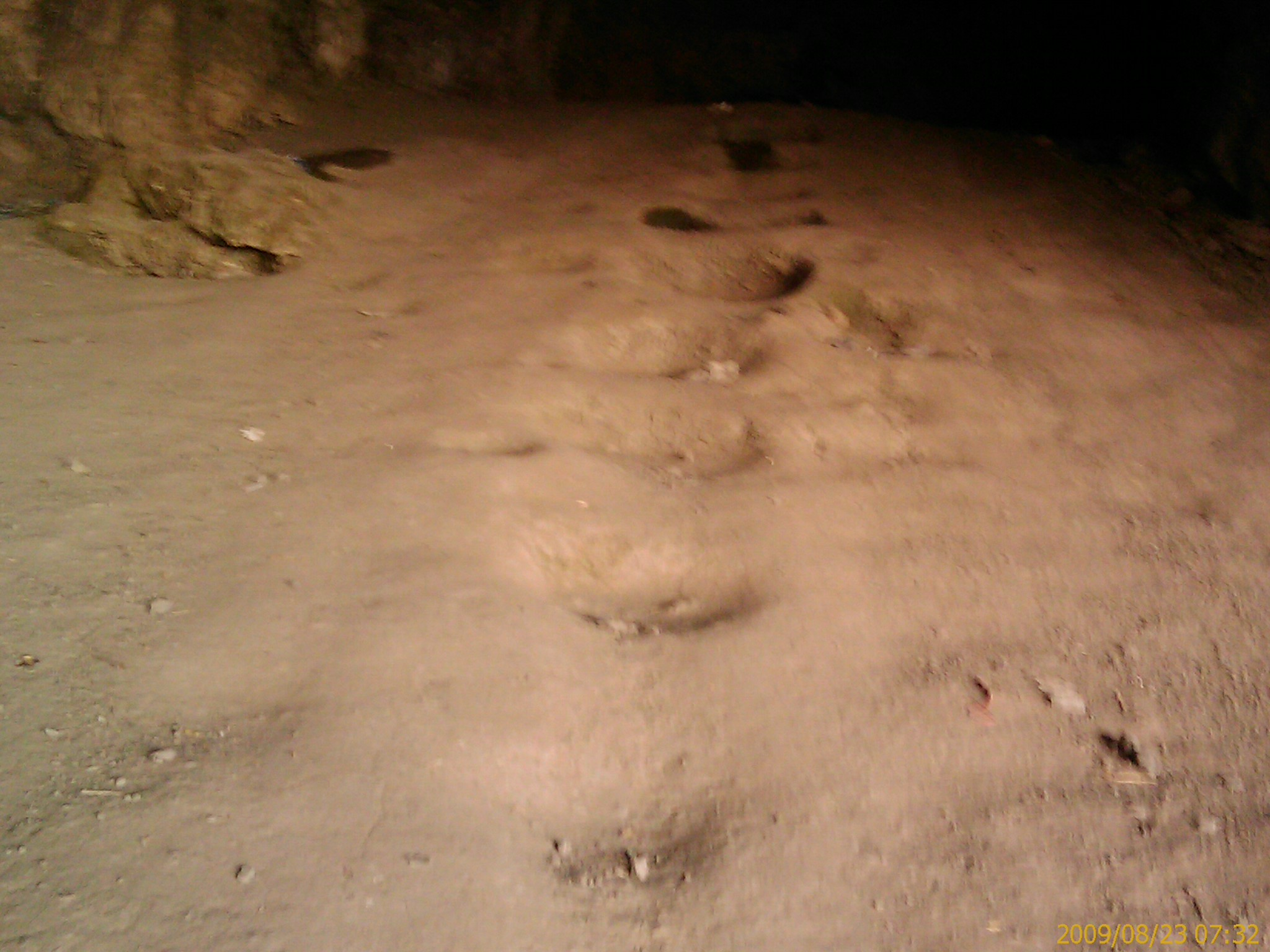
قطرات آب به مرور زمان سطح کف غار کوچک را به این صورت درآورده
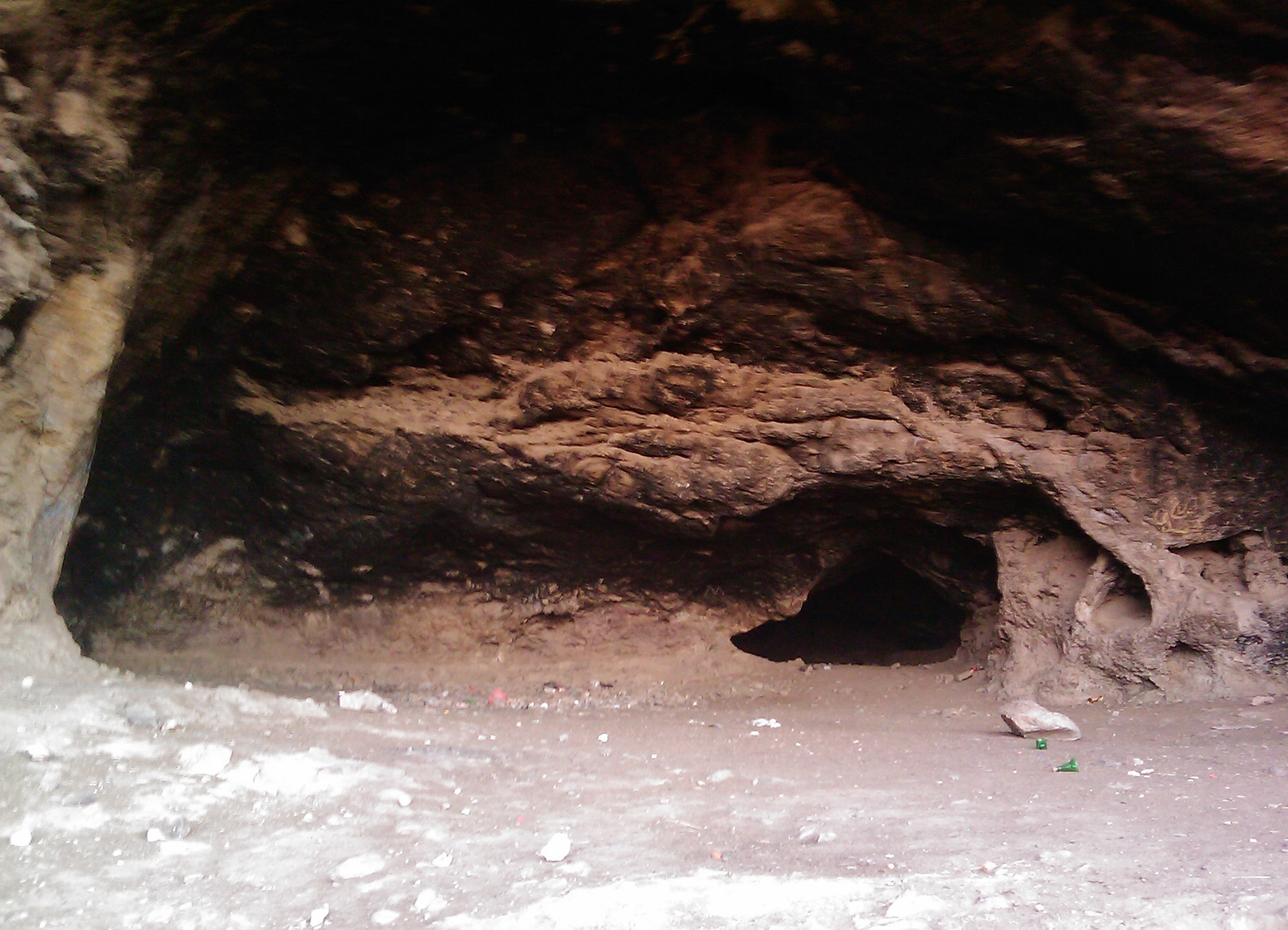
در انتهای غار بزرگ یک تونل دیده می‌شود که به قسمت انتهایی غار می‌رسد
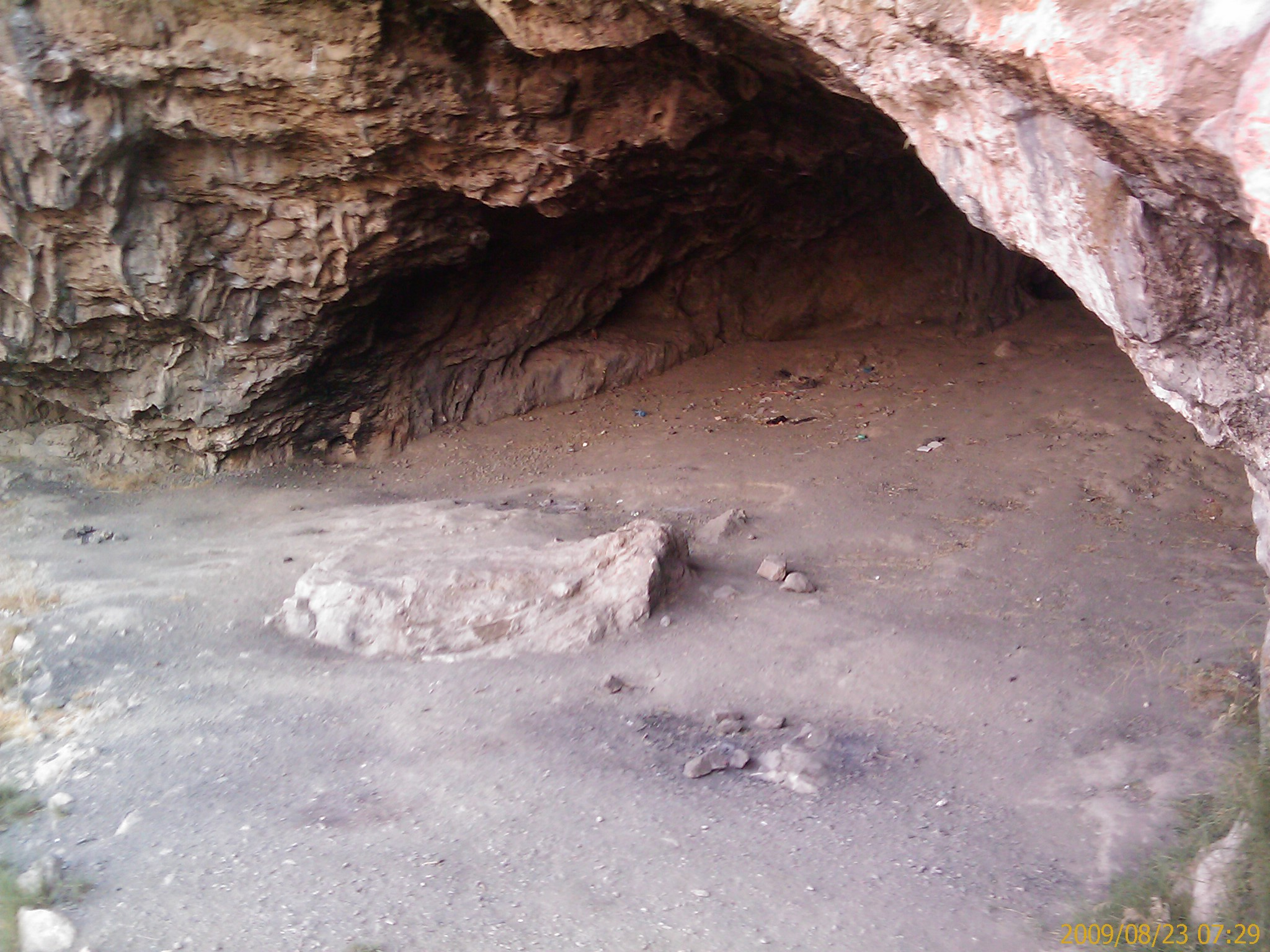
دهانه ورودی غار کوچک
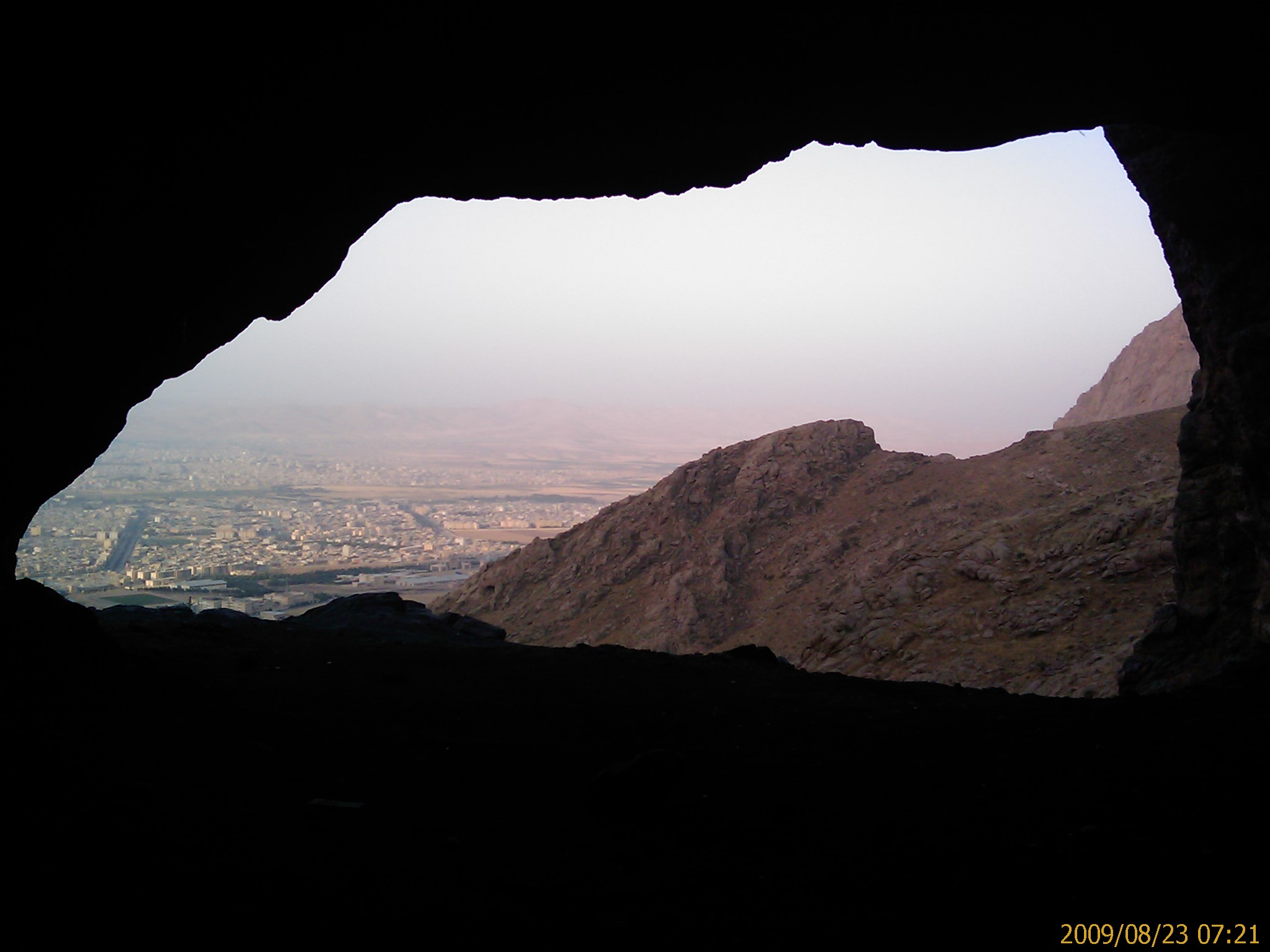
نمایی از داخل غار کوچک به شهر کرمانشاه
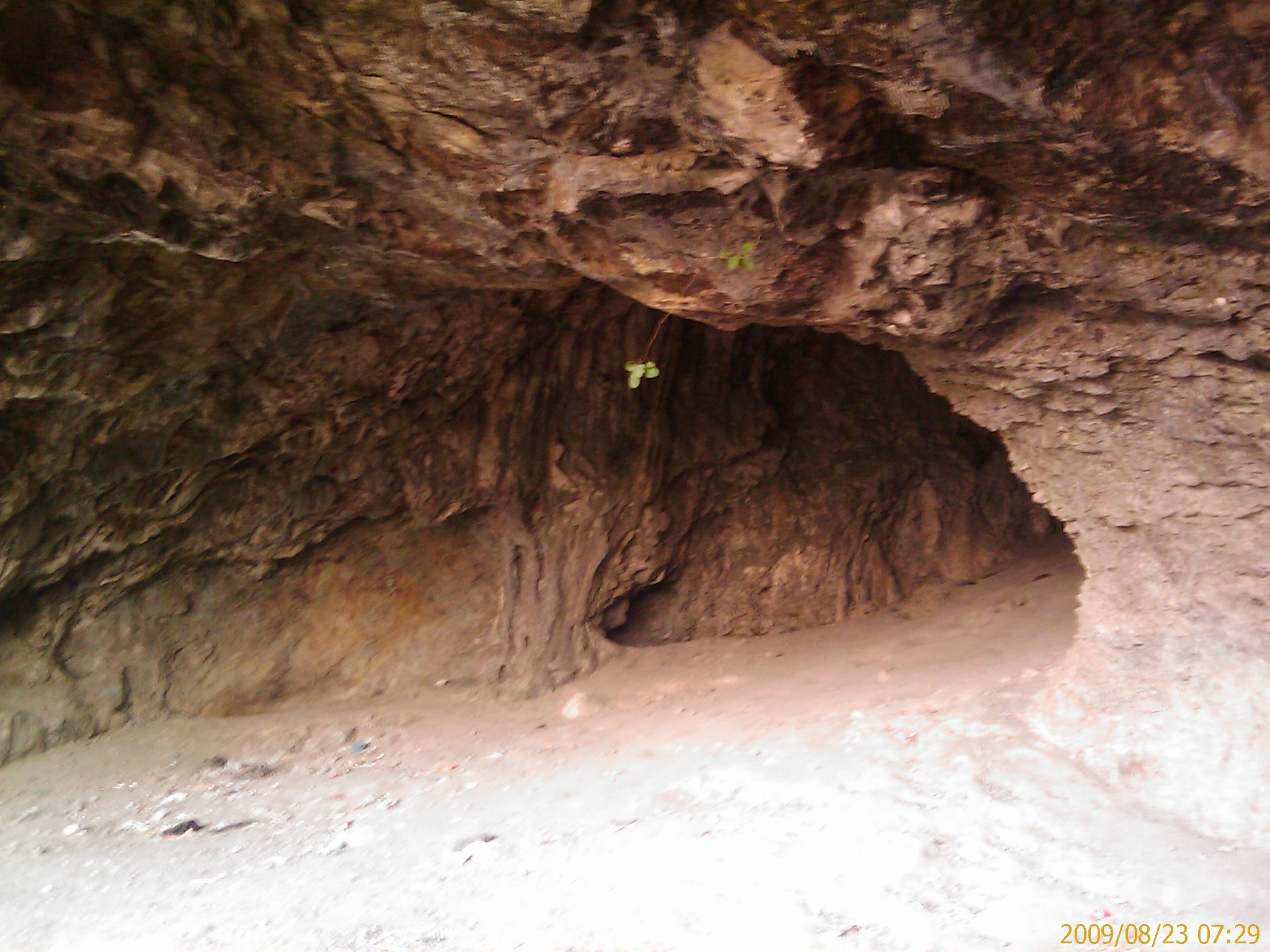
دهانه ورودی غار کوچک
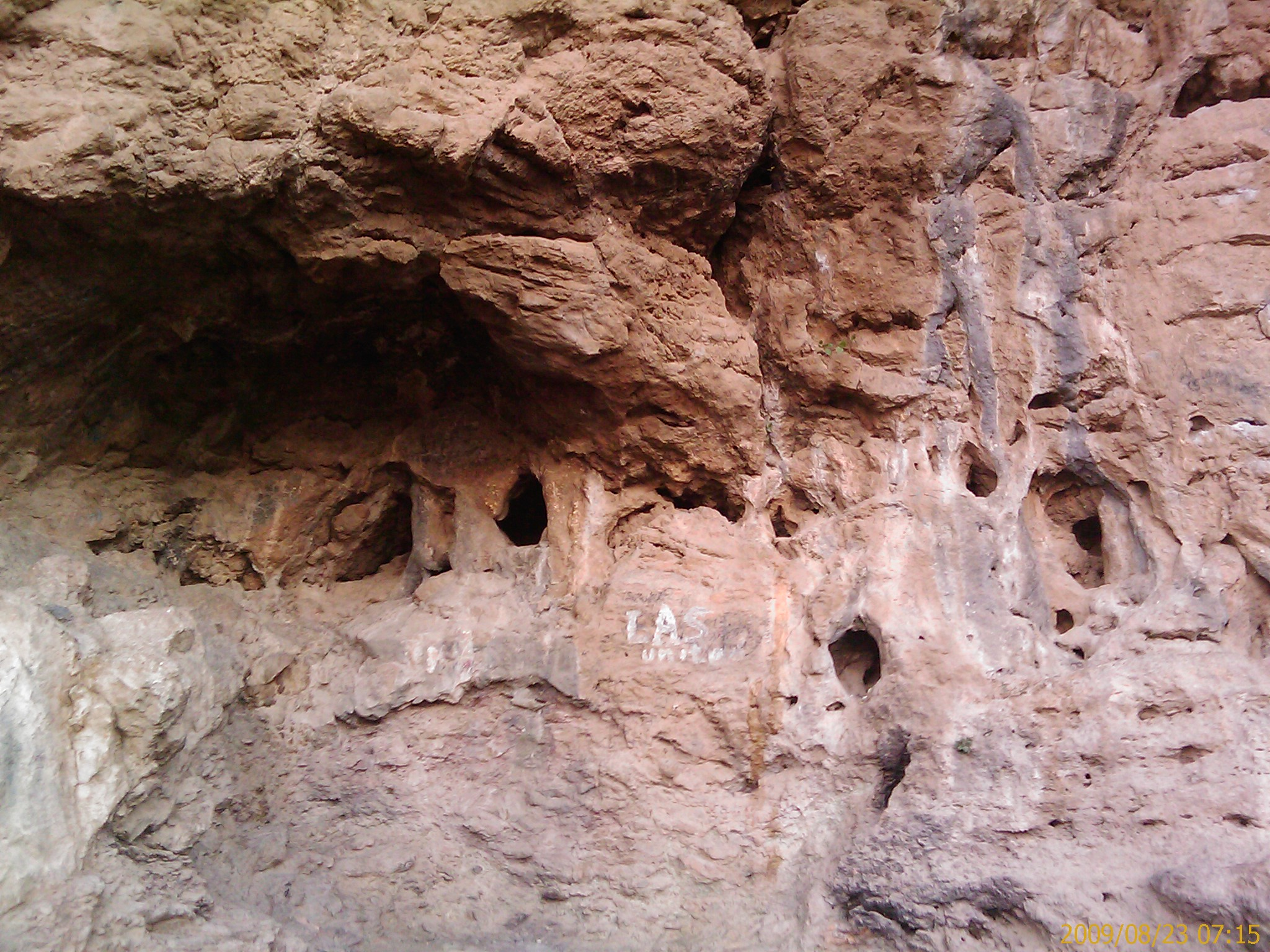
ناهمواری‌های طبیعی دیواره اطراف غار بزرگ
غار دو اشکفت، نمایی از پارک کوهستان به غار
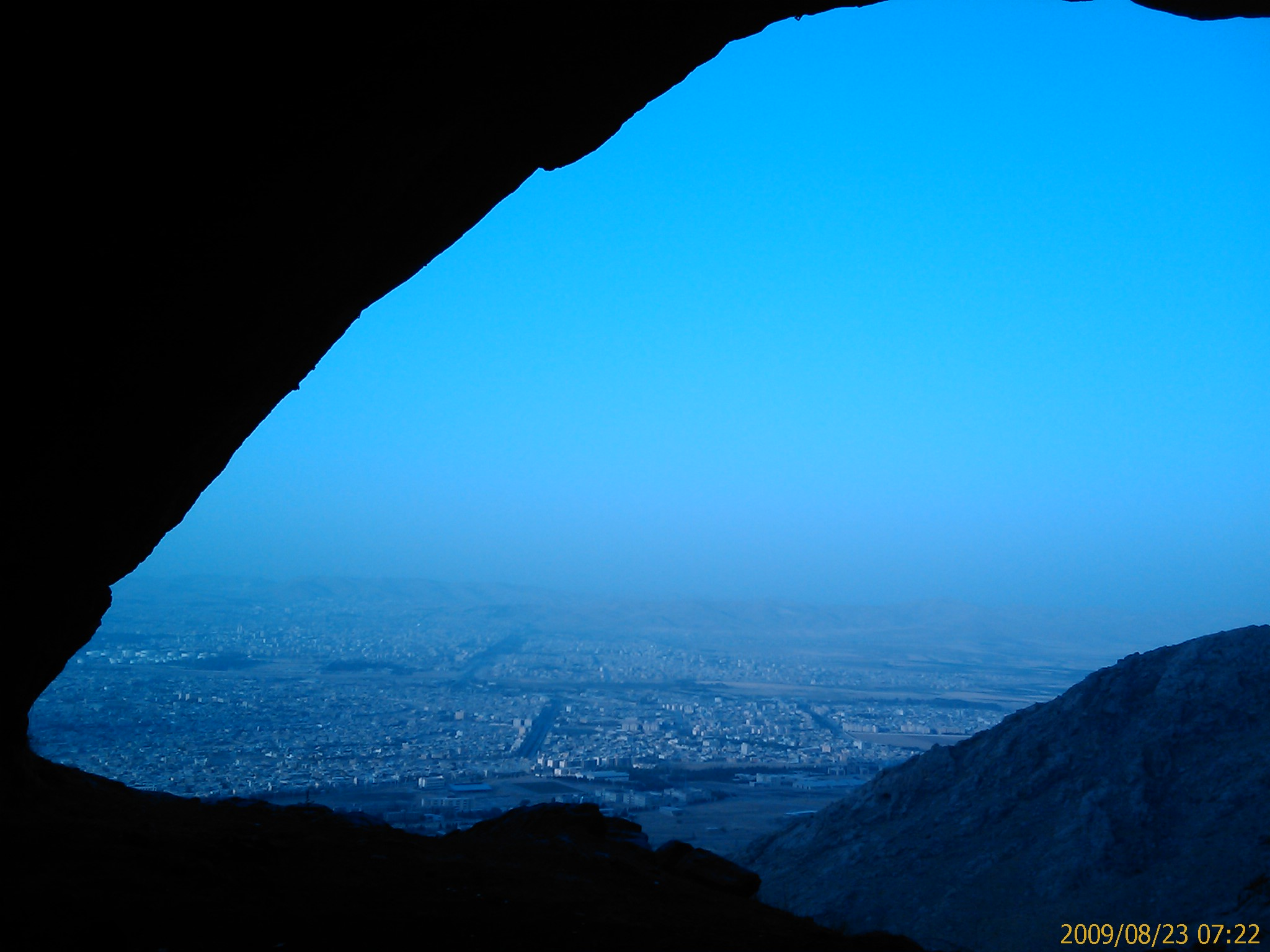
نمایی از غار دو اشکفت به شهر کرمانشاه